# Trichanthera
Trichanthera är ett släkte av akantusväxter. Trichanthera ingår i familjen akantusväxter.
Kladogram enligt Catalogue of Life:
| Trichanthera | \| \| Trichanthera corymbosa \| \| \| \| \| \| Trichanthera gigantea \| \| \| \| |
|              | \| \| Trichanthera corymbosa \| \| \| \| \| \| Trichanthera gigantea \| \| \| \| |
|              | Trichanthera corymbosa                                                           |
|              |                                                                                  |
|              | Trichanthera gigantea                                                            |
|              |                                                                                  |

## Bildgalleri

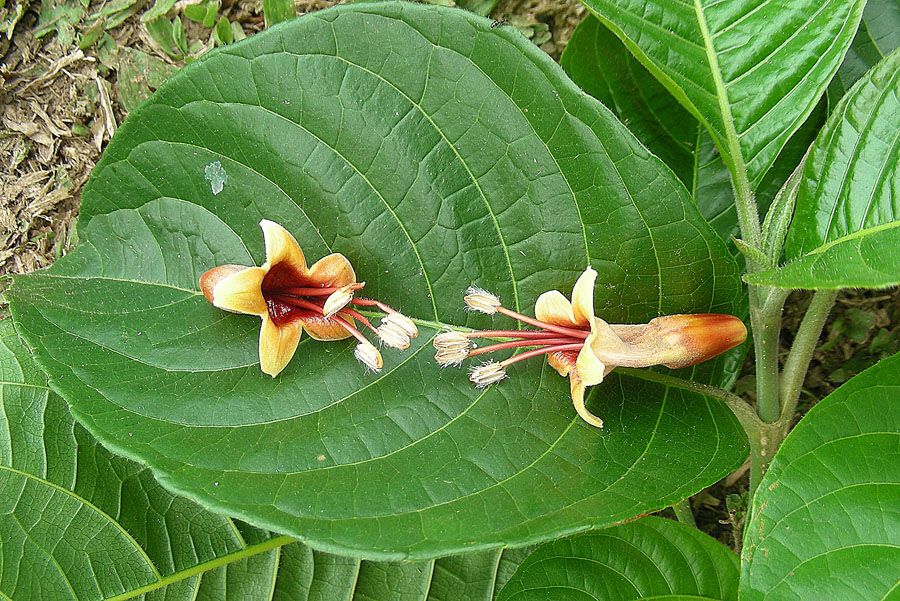